# Reagan Noble
Peter Reagan Noble (ur. 22 lipca 1983 w Johannesburgu) – południowoafrykański piłkarz występujący na pozycji pomocnika.

## Kariera klubowa
Noble karierę rozpoczynał w 2002 roku w zespole Bidvest Wits z PSL. Przez 3 lata rozegrał tam 42 spotkania i zdobył 4 bramki. W 2005 roku odszedł do Mamelodi Sundowns. W 2006 roku zdobył z nim mistrzostwo RPA. Drugą część sezonu 2006/2007 spędził na wypożyczeniu w innym zespole PSL, Bloemfontein Celtic. W połowie 2007 roku został graczem drużyny Ikapa Sporting z NFD (II liga). Spędził tam rok.
W 2008 roku Noble wrócił do PSL, podpisując kontrakt z AmaZulu FC. Grał tam przez 2 lata, a potem zakończył karierę.

## Kariera reprezentacyjna
W reprezentacji RPA Noble zadebiutował 9 lipca 2005 roku w wygranym 2:1 fazy grupowej Złotego Pucharu CONCACAF z Meksykiem. Na tamtym turnieju, zakończonym przez RPA na ćwierćfinale, zagrał jeszcze w spotkaniach z Jamajką (3:3), Gwatemalą (1:1) i Panamą (1:1, 3:5 w rzutach karnych).